# Limenitis lyncides
Limenitis lyncides är en fjärilsart som beskrevs av William Chapman Hewitson 1859. Limenitis lyncides ingår i släktet Limenitis och familjen praktfjärilar. Inga underarter finns listade i Catalogue of Life.